# تسريب اديلايد

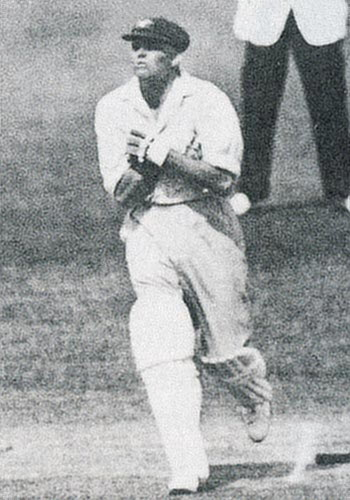
ضرب بيل وودفول قلبه بتسليم هارولد لاروود

كان تسريب اديلايد هو الكشف للصحافة عن حادثة غرفة خلع الملابس خلال الاختبار الثالث، وهي مباراة كريكيت لعبت خلال سلسلة Ashes 1932–33 بين أستراليا وإنجلترا، والمعروفة أكثر باسم سلسلة Bodyline . أثناء سير اللعب في 14 يناير 1933، أصيب قائد الاختبار الأسترالي بيل وودفول بضربات في القلب من كرة قدمها هارولد لاروود. على الرغم من أنه لم يصب بأذى شديد، فقد اهتز وودفول وطرد بعد ذلك بوقت قصير. عند عودته إلى غرفة الملابس الأسترالية، زار وودفول مديري فريق Marylebone Cricket Club (MCC)، بيلهام وارنر وريتشارد بالايريت. استفسر وارنر عن صحة وودفول، لكن الأخير رفض مخاوفه بطريقة فظة. قال إنه لا يريد التحدث إلى الرجل الإنجليزي بسبب تكتيكات Bodyline التي كانت إنجلترا تستخدمها، مما ترك وارنر محرجًا ومضطربًا. أصبح الأمر معروفا للجمهور عندما سرب أحد الحاضرين التبادل للصحافة وتم الإبلاغ عنه على نطاق واسع في 16 يناير. كانت مثل هذه التسريبات للصحافة غير معروفة عمليًا في ذلك الوقت، وكان اللاعبون مرعوبون من أن المواجهة أصبحت معروفة للجمهور.
في أعقاب ذلك مباشرة، افترض كثير من الناس أن جاك فينجلتون، الصحفي الوحيد المتفرغ في أي من الفريقين، هو المسؤول. قد يكون هذا الاعتقاد قد أثر على مسار حياته المهنية اللاحقة. كتب فينجلتون لاحقًا أن دونالد برادمان، نجم المضرب الأسترالي والهدف الأساسي لـ Bodyline ، كان الشخص الذي كشف القصة. أنكر برادمان ذلك دائمًا، واستمر في إلقاء اللوم على فينجلتون؛ استمرت العداوة بين الزوجين لبقية حياتهم. صمت وودفول العلني السابق على التكتيكات تم تفسيره على أنه موافقة. كان اديلايد ليك مهمًا في إقناع الجمهور الأسترالي بأن Bodyline غير مقبول.

## خلفية

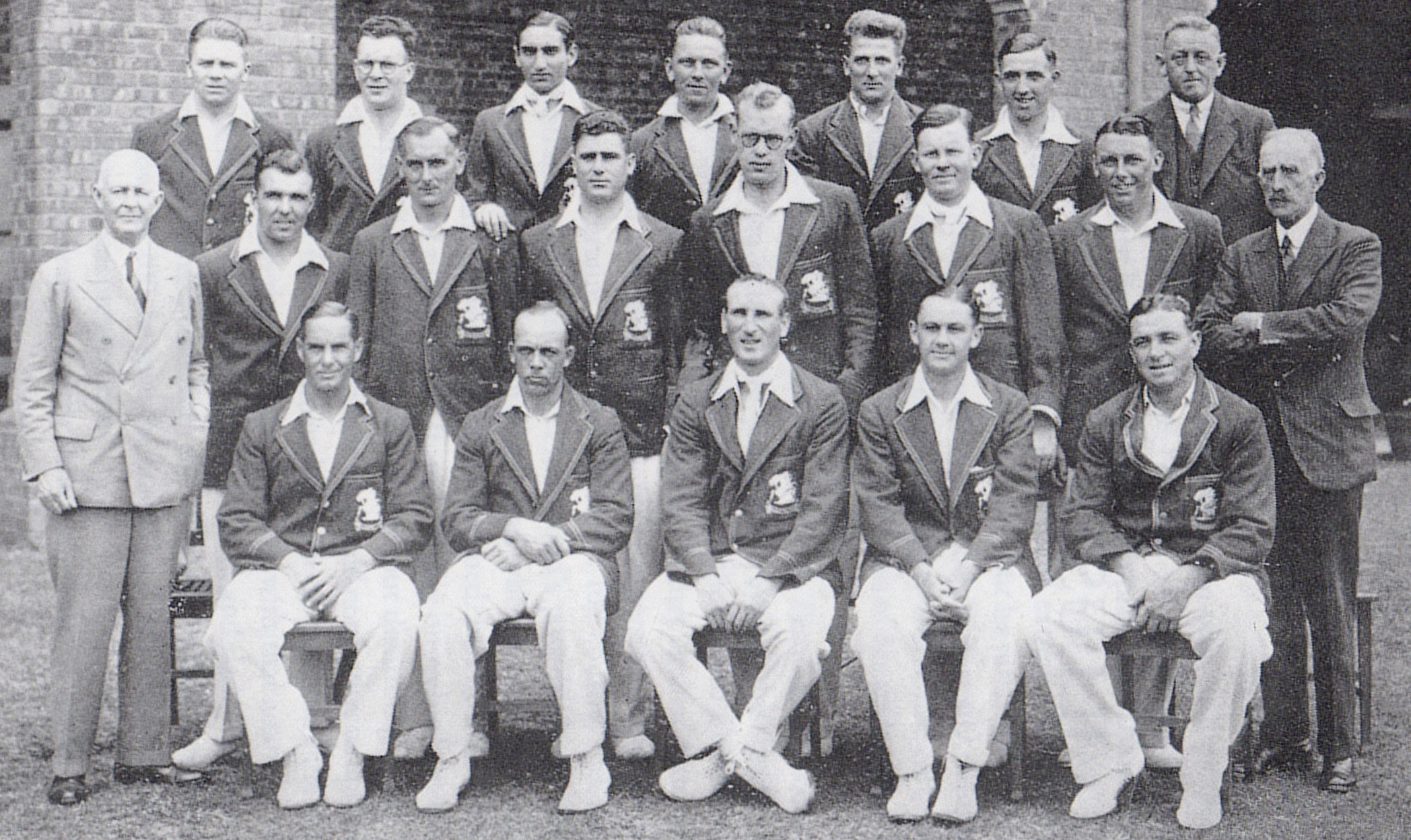
صورة جماعية للجانب الإنجليزي 1932-1933: جاردين جالس في منتصف الصف الأمامي ؛ بيلهام وارنر يقف في أقصى اليسار ، ريتشارد بالايريت في أقصى اليمين.

في 1932-1933 والمنتخب الإنجليزي، بقيادة دوغلاس جاردين وتدار بشكل مشترك من قبل بيلهام وارنر وريتشارد Palairet ، وقام بجولة أستراليا وفاز ￼The ashes في مسابقة قاسية التي أصبحت تعرف باسم سلسلة بودلين.  واستخدم اللاعبون الإنجليز تكتيكات البولينج المثيرة للجدل حيث من يتحدث اللغة الإنجليزية الرماة تيرة هارولد لاروود، بيل فوسي وبيل باوز رمى الكرة تقريبا على خط الجذع الساق. غالبًا ما كانت عمليات التسليم قصيرة النبرة، ومصممة للارتفاع عند جسم رجل المضرب، مع وجود أربعة أو خمسة لاعبي الميدان بالقرب من جانب الساق في انتظار التقاط الانحرافات عن الخفافيش. تهدف هذه التكتيكات إلى التخويف، وقد ثبت أنه من الصعب على رجال المضرب التصدي لها وكانوا يشكلون تهديدًا جسديًا. كان الهدف الأساسي لـ Bodyline هو دونالد برادمان، الذي طغى على البولينج الإنجليزي في سلسلة Ashes عام 1930. خشي كبار لاعبي الكريكيت والإداريين الإنجليز من أن لا يمكن إيقاف برادمان على ويكيت الضرب الأسترالي الجيد في 1932-1933، وبحثوا عن نقاط الضعف المحتملة في أسلوبه في الضرب.
بعد تعيين جاردن كقائد لمنتخب إنجلترا في يوليو 1932، وضع خطة بناءً على اعتقاده بأن برادمان كان ضعيفًا ضد البولينج الموجه إلى جذع الساق وأنه إذا تم الحفاظ على هذا الخط من الهجوم، فسيؤدي ذلك إلى تقييد تسجيل برادمان على جانب واحد من الملعب. مما يمنح الرماة سيطرة أكبر على تسجيله. في اجتماع، أوجز خطته إلى لاروود و Voce ، اللذين جربا التكتيك في الفترة المتبقية من الموسم بنجاح متباين. تم اختيار كلا لاعبي نوتنجهامشاير السريعين للقيام بجولة، وكذلك كان بيل باوز لاعب يوركشاير الذي جرب تكتيكات مماثلة في نهاية الموسم. في مباراة واحدة، رمي بسرعة في جاك هوبز. بصفته مراسل لعبة الكريكيت في The Morning Post ، كان وارنر ينتقد بشدة لاعبي يوركشاير وبوز على وجه الخصوص. هذه التصريحات تم الاستيلاء عليها من قبل المعارضين الأستراليين لبوديلاين في الأشهر المقبلة. تمت إضافة لاعب الرامي السريع الرابع، Middlesex amateur Gubby Allen ، إلى الجولة لاحقًا. كان اختيار هذا العدد الكبير من لاعبي البولينج غير عادي في ذلك الوقت، مما أثار تعليقات من الكتاب الأستراليين، بما في ذلك برادمان.
في أستراليا، بينما تسبب نهج جاردين غير الودود والأسلوب المتفوق في حدوث بعض الاحتكاك مع الصحافة والمتفرجين، كانت مباريات الجولة المبكرة غير مثيرة للجدل وكان لاروود عبء عمل خفيف استعدادًا لسلسلة الاختبار.  جاءت أولى علامات المتاعب في المباراة ضد ممثل «الأسترالي الحادي عشر» بكامل قوته، حيث استخدم لاعبي البولينج تكتيكات Bodyline لأول مرة. تحت قيادة بوب وايت (بعد أن استراح جاردين من المباراة)، سدد هجوماً قصيرًا وحول إلى وضعية جذع الساق، مع وضع لاعبي الميدان بالقرب من جانب الساق لالتقاط أي انحرافات. ادعى وايت لاحقًا أن هذا لم يكن مخططًا له مسبقًا وأبلغ جاردين بما حدث. استمرت تكتيكات Bodyline في المباراة التالية وأصيب العديد من اللاعبين، بما في ذلك Jack Fingleton. صُدمت الصحافة الأسترالية وانتقدت عداء لاروود على وجه الخصوص. وانضم بعض اللاعبين الأستراليين السابقين إلى الانتقادات، قائلين إن التكتيكات خاطئة من الناحية الأخلاقية. ومع ذلك، في هذه المرحلة، لم يعارض الجميع،  واعتقد مجلس التحكم الأسترالي أن الفريق الإنجليزي قد لعب بشكل عادل. من ناحية أخرى، دخل جاردين على نحو متزايد في خلاف مع مدير الرحلات وارنر على بوديلاين مع تقدم الجولة. كره وارنر شركة Bodyline لكنه لم يتحدث ضدها. واتهم بالنفاق لعدم اتخاذ موقف من أي من الجانبين،  خاصة بعد التعبير عن المشاعر في بداية الجولة بأن لعبة الكريكيت «أصبحت مرادفًا لكل ما هو حقيقي وصادق. إن قول» هذا ليس صرصارًا«يعني ضمنيًا وجود شيء مخادع، شيء لا يتوافق مع أفضل المُثُل ... يجب على كل من يحبونها كلاعبين، كمسؤولين أو متفرجين، توخي الحذر حتى لا يضر أي شيء يفعلونه».

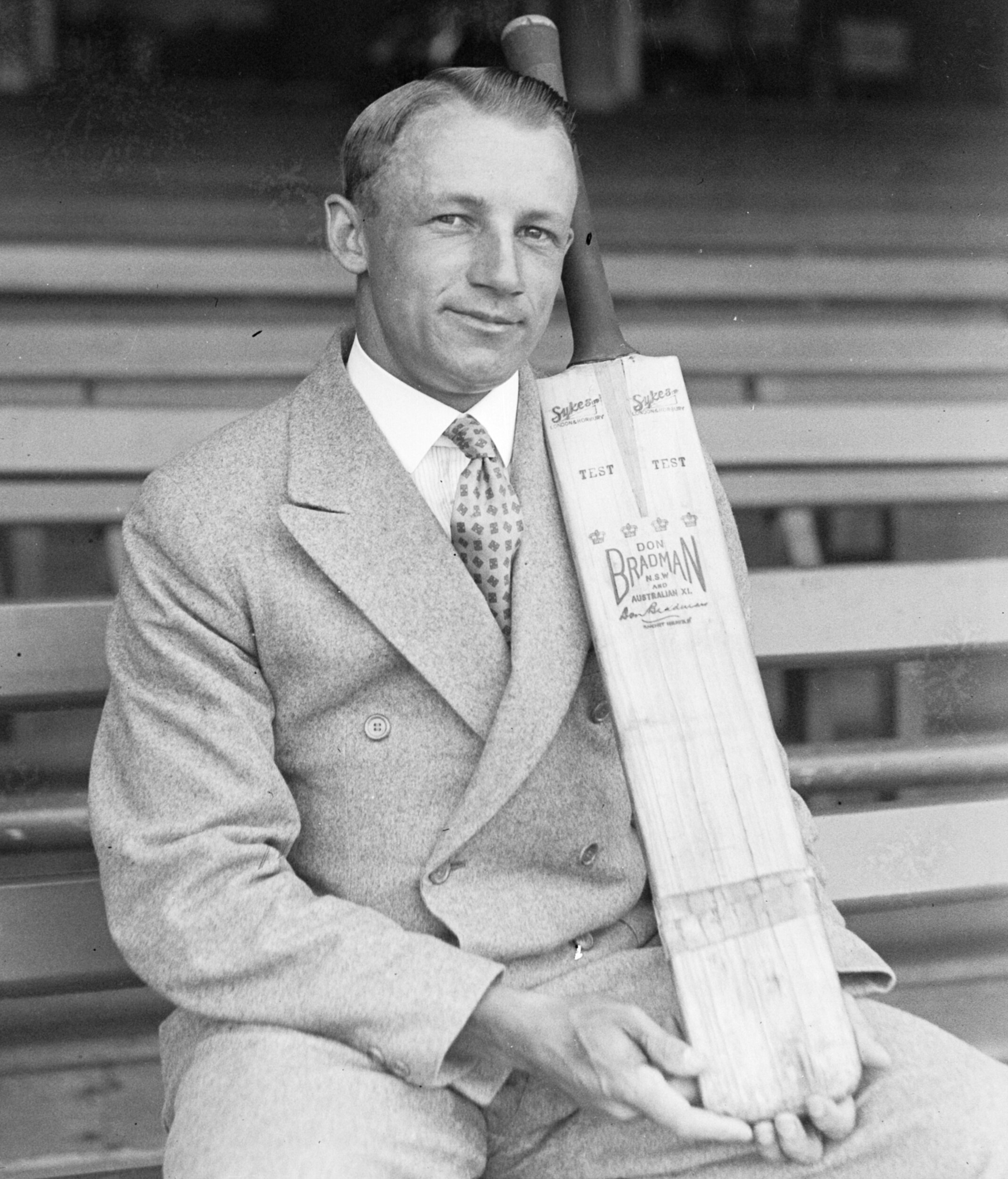
دونالد برادمان ، هدف شركة Bodyline والمشتبه به في التسريب

كانت تكتيكات جاردين ناجحة من ناحية واحدة: في ست جولات ضد السائحين قبل الاختبارات، سجل برادمان 103 أشواط فقط، مما تسبب في قلق الجمهور الأسترالي الذي توقع منه أكثر من ذلك بكثير. في ذلك الوقت، كان برادمان في نزاع مع مجلس التحكم، الذي لم يسمح للاعبين بالكتابة في الصحف ما لم تكن الصحافة مهنتهم بدوام كامل؛ برادمان، رغم أنه ليس صحفيًا، كان لديه عقد للكتابة لصحيفة سيدني صن. كان مصدر إزعاج خاص لـ برادمان هو أن جاك فينجلتون، وهو صحفي متفرغ، سُمح له بالكتابة في Telegraph Pictorial ، على الرغم من أنه طلب إذنًا من المجلس للكتابة عن لعبة الكريكيت.  هدد برادمان بالانسحاب من الفريق ما لم يسمح له المجلس بالكتابة. كان فينجلتون وبرادمان معاديين بشكل علني تجاه بعضهما البعض. منذ اجتماعهم الأول أثناء اللعب معًا في نيو ساوث ويلز، كرهوا بعضهم البعض. فينجلتون، مدركًا أن امتلاك برادمان لذاته وطبيعته الانفرادية جعلته لا يحظى بشعبية لدى بعض زملائه في الفريق، فقد ظل بعيدًا بعد مشادة غرفة خلع الملابس، بينما اعتقد برادمان أن فينجلتون الأكثر شعبية حاول قلب الفريق ضده. نشأت العداوة في وقت لاحق من تفضيل برادمان العام لبيل براون كضارب، والذي اعتقد فينجلتون أنه كلفه مكانًا في جولة إنجلترا عام 1934.  أدت كتابات فينجلتون على سلسلة Bodyline إلى توتر العلاقة. يعتقد برادمان أن بعض الاختلافات نابعة من الدين. كان فينجلتون رومانيًا كاثوليكيًا، وبرادمان أنجليكاني.
غاب برادمان عن الاختبار الأول، الذي أنهكته لعبة الكريكيت المستمرة والجدل المستمر مع مجلس التحكم. استخدم لاعبو البولينج الإنجليز Bodyline بشكل متقطع في المباراة الأولى، مما أثار استياء الجماهير. وراء الكواليس، بدأ المسؤولون في التعبير عن مخاوف بعضهم البعض. ومع ذلك، لم تحظ التكتيكات الإنجليزية برفض عالمي. أشاد الكابتن الأسترالي السابق مونتي نوبل بلعبة البولينج الإنجليزية. بالنسبة للاختبار الثاني، عاد برادمان إلى الفريق بعد أن أفرج عنه أرباب العمل في الصحيفة من عقده. واصلت إنجلترا استخدام Bodyline وتم طرد برادمان من الكرة الأولى له في الأدوار الأولى. في الجولات الثانية، ضد هجوم Bodyline الكامل، سجل قرنًا بدون هزيمة مما ساعد أستراليا على الفوز بالمباراة وتعادل السلسلة في مباراة واحدة لكل منهما. بدأ النقاد يعتقدون أن Bodyline لم يكن التهديد الذي تم إدراكه تمامًا واستعيدت سمعة برادمان، التي عانت قليلاً مع إخفاقاته السابقة. ومع ذلك، كان الملعب أبطأ قليلاً من الآخرين في السلسلة، وكان لاروود يعاني من مشاكل في حذائه مما قلل من فعاليته.  في هذه الأثناء، تم تشجيع وودفول على الرد على الهجوم الإنجليزي قصير النبرة، ليس أقله من قبل أعضاء من جانبه مثل فيك ريتشاردسون، لكنه رفض التفكير في القيام بذلك. 

## حادثة وارنر وودفول

### إصابة وودفول
َخلال منتصف بعد ظهر يوم السبت 14 يناير 1933، في اليوم الثاني من الاختبار الثالث، افتتح وودفول وفينغلتون الضرب لأستراليا في مواجهة إجمالي عدد إنجلترا 341 قبل حضور قياسي بلغ 50962 شخصًا. تم القبض على فينجلتون من قبل حارس الويكيت دون أن يسجل.  تم رمي الجولة الثالثة من الأدوار بواسطة لاروود مع وجود لاعبي الميدان في المناصب الأرثوذكسية. الكرة الخامسة أخطأت رأس وودفول بصعوبة والكرة الأخيرة، التي تم تسليمها قصيرة على خط الجذع الأوسط، ضربت وودفول فوق القلب. أسقط رجل المضرب مضربه وابتعد ممسكًا بصدره، منحنياً من الألم. أحاط لاعبو المنتخب الإنجليزي وودفول للتعبير عن تعاطفهم ولكن الجماهير بدأت في الاحتجاج بصخب. اتصلت جاردين بـ لاروود: «حسنًا يا هارولد!» على الرغم من أن التعليق كان يهدف إلى إثارة غضب برادمان، الذي كان يضرب أيضًا في ذلك الوقت، إلا أن وودفول أصيب بالفزع.  استؤنف اللعب بعد تأخير قصير، بمجرد التأكد من أن كابتن أستراليا كان لائقًا للمضي قدمًا، ومنذ انتهاء فترة لاروود، لم يكن على وودفول مواجهة بولينج ألين في المرة التالية. ومع ذلك، عندما كان لاروود جاهزًا للعب في وودفول مرة أخرى، توقف اللعب مرة أخرى عندما تم نقل اللاعبين إلى مواقع Bodyline ، مما تسبب في احتجاج الجماهير ودعوة الإساءة في فريق إنجلترا. في وقت لاحق، ادعى جاردن أ
أن لاروود طلب تغيير الحقل، قال لاروود أن جاردن فعلت ذلك. أدان العديد من المعلقين تغيير المجال باعتباره غير رياضي، وأصبح المتفرجون الغاضبون متقلبين للغاية. جاردن، على الرغم من كتابته أن وودفول كان من الممكن أن يتقاعد إذا كان غير لائق، أعرب لاحقًا عن أسفه لتغيير المجال في تلك اللحظة. من المحتمل أن جاردن كان يرغب في الضغط على ميزة فريقه في المباراة، وكان مجال Bodyline يعمل عادة في هذه المرحلة من الأدوار.
بعد ذلك بوقت قصير، طرقت عملية تسليم من Larwood مضرب Woodfull من يديه وبدا قائد الفريق الأسترالي غير مستقر. سقطت اثنين من الويكيت السريع قبل أن ينضم بونسفورد إلى وودفول في الوسط، ولكن بعد أن سددته كرات قصيرة عدة مرات أخرى، رمي وودفول من قبل ألين، بعد أن ضرب لمدة ساعة ونصف. عندما طُلب من طبيب علنًا أن يحضر إصابة لـ Voce ، اعتقد الكثير من الحشد أن Woodfull هو الذي احتاج إلى المساعدة، مما أدى إلى تجديد الاحتجاج. في السنوات اللاحقة، اعتقدت زوجة وودفول أن إصابته في أديلايد كانت مسؤولة جزئيًا عن وفاته عن عمر يناهز 67 عامًا في عام 1965. 

### زيارة وارنر لغرفة الملابس

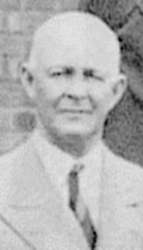
بلوم وارنر عام 1933

علم وارنر من الرجل الثاني عشر ليو أوبراين أن وودفول أصيب بجروح بالغة. في وقت لاحق من بعد الظهر، بينما كان بونسفورد وريتشاردسون لا يزالان يضربان، قام وارنر وبالايريت بزيارة غرفة الملابس الأسترالية بهدف الاستفسار عن صحة وودفول. تختلف الحسابات حول ما يتبع. وفقًا لتقارير الصحف الأصلية ووصف فينجلتون اللاحق، كان وودفول مستلقياً على طاولة المدلك، في انتظار العلاج من الطبيب، على الرغم من أن هذا قد يكون مبالغة في التأثير الدرامي. وصف ليو أوبراين وودفول بأنه كان يرتدي منشفة حول خصره بعد أن تمطر. أعرب وارنر عن تعاطفه مع وودفول لكنه فوجئ برد الأسترالي. وفقا لوارنر، أجاب وودفول، «لا أريد أن أراك يا سيد وارنر. هناك فريقان هناك. أحدهما يحاول لعب الكريكيت والآخر ليس كذلك.» كتب فينجلتون أن وودفول أضاف، «هذه اللعبة جيدة جدًا بحيث لا يمكن إفسادها. لقد حان الوقت للخروج منه». عادة ما كان وودفول محترمًا ويتم التحدث به بهدوء، مما جعل رد فعله مفاجئًا لوارنر والآخرين. يتذكر وارنر قوله، «بصرف النظر عن كل ذلك، نأمل بصدق ألا تتأذى بشدة»، رد عليه وودفول، «الكدمة تخرج». استدار وارنر وبالايريت، محرجين ومهينين ، وغادروا. وأشار فينجلتون إلى أن وودفول تحدث بهدوء وهدوء مما زاد من فعالية كلماته. كما أشار إلى أن وارنر كان يفتخر بالروح الرياضية ، لذا فإن اتهامه بـ "عدم لعب الكريكيت" كان سيصيب الرجل الإنجليزي. اهتز وارنر لدرجة أنه تم العثور عليه بالبكاء في وقت لاحق من ذلك اليوم في غرفته بالفندق.
وفقًا لأوبراين ، كان هو فقط ، وودفول ، (الذي كان أصمًا)، آلان كيباكس ، واللاعبين الأستراليين السابقين جاك رايدر وإيرني جونز حاضرين عندما وقع الحادث ، لكن معظم الفريق الأسترالي كانوا يشاهدون المباراة من شرفة مجاورة لغرفة الملابس حيث كان بإمكانهم سماع المواجهة. ادعى أوبراين أنه خرج وأخبر المجموعة بما حدث. حوالي عشرين شخصًا كانوا حاضرين.
في وقت لاحق من ظهر ذلك اليوم ، روى وارنر الحادث إلى جاردن ، الذي رد بأنه «لا يهتم كثيرًا». ثم أغلق قائد المنتخب الإنجليزي أبواب غرفة الملابس وأخبر الفريق بما قاله وودفول وحذرهم من التحدث إلى أي شخص بخصوص الأمر. كتب وارنر في وقت لاحق لزوجته أن وودفول «أحمق نفسه تمامًا» وكان «يذكي النيران».

## التسريب
يوم الأحد هو يوم راحة ، لم يكن هناك لعب. يوم الاثنين ، تم الإبلاغ عن التبادل بين وارنر ووودفول في العديد من الصحف إلى جانب وصف إصابة وودفول. كانت معظم العناوين الرئيسية عبارة عن اختلافات في «احتجاجات وودفول»، وكانت الروايات الأكثر شمولاً بقلم كلود كوربيت في ذا صن وديلي تلغراف . وكتب في التلغراف أن «الحرائق التي اشتعلت في صفوف لاعبي الكريكيت الأستراليين فيما يتعلق بهجوم الصدمة الإنجليزية اندلعت فجأة أمس.»  زعمت صحيفة أخرى ، The Advertiser of Adelaide ، أن العديد من أعضاء الفريق الأسترالي كرروا القصة.
شعر اللاعبون والمسؤولون بالرعب من الإبلاغ عن تبادل خاص حساس للصحافة. كانت التسريبات للصحافة غير معروفة عمليا في عام 1933. ويشير ديفيد فريث إلى أن التكتم والاحترام كانا موضع تقدير كبير وأن مثل هذا التسريب «يعتبر جريمة أخلاقية من الدرجة الأولى». أوضح وودفول أنه لا يوافق بشدة على التسريب ، وكتب لاحقًا أنه «توقع دائمًا من لاعبي الكريكيت أن يفعلوا الشيء الصحيح من قبل زملائهم في الفريق.»   بصفته الصحفي الوحيد المتفرغ في الفريق الأسترالي ، سقط الشك على الفور على فينجلتون ، على الرغم من أنه بمجرد نشر القصة ، أخبر وودفول أنه غير مسؤول. عرض وارنر على لاروود مكافأة قدرها جنيه واحد إذا تمكن من طرد فينجلتون في الجولات الثانية ؛ اضطر لاروود عن طريق البولينج له من أجل بطة.
في وقت لاحق ، أصدر وارنر بيانًا للصحافة بأن وودفول قد اعتذر عن الحادث وأننا «الآن أفضل الأصدقاء». وقد نفى وودفول من خلال بيل جينيس ، أمين مجلس المراقبة الأسترالي ، أنه أعرب عن أسفه ، لكنه قال إنه لا توجد عداء شخصي بين الرجلين. 

### المشتبه بهم

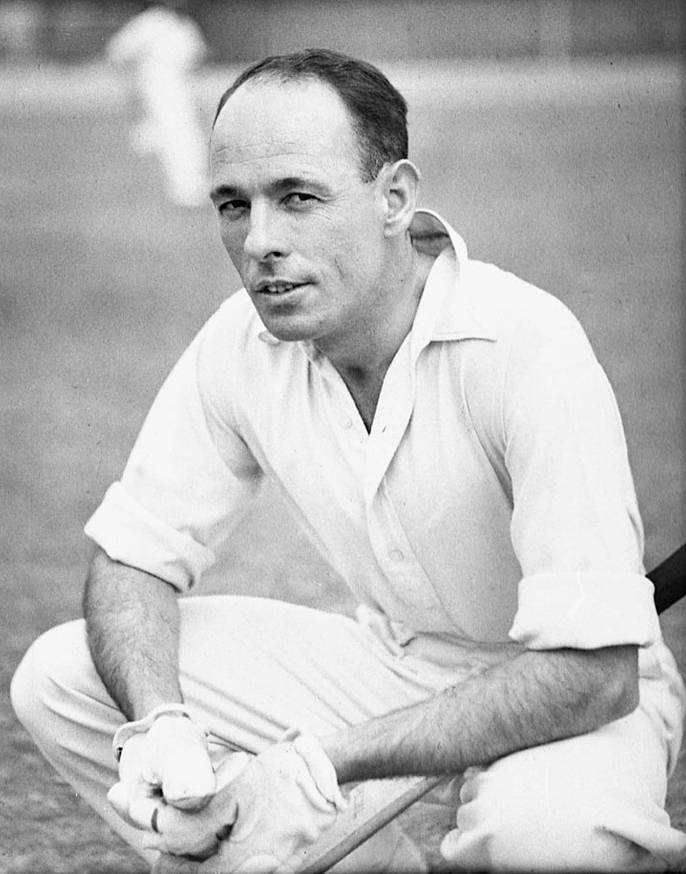
جاك فينجلتون ، الذي يعتقد الكثير أنه مسؤول عن تسرب أديلايد

إلى أن قرأ كتاب وارنر للكريكيت بين حربين خلال الحرب العالمية الثانية ، لم يكن فينجلتون مدركًا أن وارنر افترض أنه مسؤول عن التسريب. عندما اكتشف ذلك ، كتب فينجلتون إلى وارنر ، الذي رد بأنه على الرغم من اعتقاده أن فينجلتون هو المصدر ، إلا أنه سينشر تصحيحًا إذا تم تقديم دليل على عكس ذلك. لم يتابع فينجلتون القضية.  كتب لاعب الكريكيت الأسترالي بيل أوريلي أنه خلال جولة عام 1948 في إنجلترا ، واجه هو وفينجلتون وارنر ، الذي اعتذر لأنه لم يعد يعتقد أن فينجلتون هو الجاني. اعتقد فينجلتون أن الاعتقاد بأنه كان مسؤولاً كلفه مكانًا في جولة عام 1934 إلى إنجلترا ، على الرغم من وجود عوامل أخرى محتملة في استبعاده. وفقًا لفينجلتون ، أخبره وودفول لاحقًا أن الجدل أدى إلى اختفاء اختياره. ذكرت رسالة كتبها وودفول إلى فينجلتون في عام 1943 «أستطيع أن أؤكد لك أنني لم أربط اسمك بمرور تلك المحادثة.» 
في سيرته الذاتية لعام 1978 عن فيكتور ترامبر ، اتهم فينجلتون برادمان بربط كلمات وودفول بالصحافة. ادعى فينجلتون أن كلود كوربيت كشف المعلومات له. في رواية فينجلتون للأحداث ، اتصل برادمان هاتفيا بكوربيت خلال الليل لترتيب لقاء. كتب برادمان لصحيفة كوربيت ، شمس سيدني. وأخبر برادمان ، وهو جالس في سيارة كوربيت ، الصحفي عن حادثة وارنر وودفول. اعتبر كوربيت القصة أهم من أن يحتفظ بها لنفسه ، لذا شاركها مع الصحفيين الآخرين  وأضاف فينجلتون لاحقًا أن «برادمان كان سيوفر لي الكثير من رد الفعل العنيف ... هل اعترف بأنه أعطى التسريب. كان جزء من عمله هو الكتابة لصحيفة Sydney Sun ، وكان له كل الحق في تسريب مثل هذه القصة الحيوية.» 
نفى برادمان هذه الرواية للأحداث. في عام 1983، بعد عامين من وفاة فينجلتون ، ألقى كتاب كتبه مايكل بيج ، بالتعاون الوثيق مع برادمان ، باللوم على فينجلتون في التسريب ورفض قصة فينجلتون بشأن برادمان وكوربيت باعتبارها «افتراءًا سخيفًا»، ناشئ عن ضغينة ضد برادمان. وأشار الكتاب إلى أن فينجلتون وجه الاتهام فقط بعد وفاة كوربيت. لخص منفذ فينجلتون ، Malcolm Gemmell ، الأدلة التي أيدت اتهام فينجلتون في مقال بمجلة: أن برادمان كتب لـ The Sun ، كان الهدف الرئيسي لشركة Bodyline ، وحث سابقًا مجلس التحكم الأسترالي على الاعتراض على هذا التكتيك. أيد شقيق فينجلتون الادعاء بأن برادمان كان مسؤولاً ، وكرر في عام 1997 وجهة النظر المزعومة لكوربيت بأن برادمان قدم المعلومات. في عام 1995، تمت مقابلة برادمان للتلفزيون ، وعندما سئل عن مصدر التسريب ، أجاب بحدة: «لم أكن أنا!»  في نفس العام ، سيرة برادمان ، كتبها رولاند بيري بتعاونه الوثيق ، قالت إن برادمان واجه كوربيت ليسأل من سرب القصة ، ليقال إنها فينجلتون.
يعتقد اوري أن برادمان ، الذي لم ينسجم معه ، كان مسؤولاً عن رغبته في فضح لعبة البولينج الإنجليزية التي يعتقد أنها مصممة لإحداث إصابات جسدية. وقال أيضا إن برادمان كان خبيرا في توجيه اللوم. كتب كاتب الكريكيت راي روبنسون أن العديد من الفريق الأسترالي لم يلوم فينجلتون ، وكانوا يعرفون من التقى كوربيت. في أوائل الثمانينيات ، أجرى صحفي آخر ، مايكل ديفي ، مقابلة مع بونسفورد الذي قال إن وودفول لم يغفر أبدًا لبرادمان على «شيئين». يقترح ديفي أن أحد هؤلاء ربما كان يسرب قصة أديلايد.
جيلبرت مانت ، الصحفي الذي غطى الجولة ، حقق في التسريب في منتصف التسعينيات. توفي في عام 1997، لكنه كان قد رتب لإرسال ملخص للنتائج التي توصل إليها إلى ديفيد فريث مع طلب عدم نشر المعلومات قبل وفاة برادمان. يعتقد مانت أن التسريب لم يكن جريمة خطيرة وأشار إلى أن أيًا من اللاعبين باستثناء بونسفورد وريتشاردسون ، الذين كانوا يضربون في الوقت الذي دخل فيه وارنر غرفة الملابس ، كان من الممكن أن يسرب القصة. واصل برادمان ، في مراسلات مع مانت في عام 1992، إلقاء اللوم على فينجلتون ولن يغفر أبدًا «الكذبة الخسيسة التي اختلقها عني» وتمنى أن يتمكن مانت من تبرئة اسم برادمان. كجزء من تحقيقاته ، اتصل مانت بعائلة كوربيت. توفي كوربيت في عام 1944، وقال ابنه ماك إنه لم يذكر التسريب قط. ومع ذلك ، قالت ابنته هيلين إن كوربيت تحدث إلى زوجته حول هذه القضية. كانت قد أخبرت هيلين أن كوربيت تلقى المعلومات من برادمان. يعتقد مانت أنه بينما قد يكون كوربيت قد لعب مزحة على فينجلتون في تسمية الجاني ، فإنه لم يكن ليفعل ذلك مع زوجته. 

### ما بعد الكارثة
استنكر العديد من المعلقين ولاعبي الكريكيت استخدام لعبة Bodyline البولينج.   شعر البعض بالإحباط لأن وودفول لم يدين التكتيكات علنًا ، معتقدين أن صمته فُسر على أنه موافقة. بمجرد الكشف عن آرائه من خلال التسريب ، شعر معارضو Bodyline علانية بالشرعية وعبروا عن آرائهم بحرية أكبر.  كما كشفت عن انقسامات عميقة وغير معتادة بين الفرق ظلت بعيدة عن الأنظار.  جلب التسريب والأحداث اللاحقة في نفس المباراة آراء مختلفة من الصحفيين واللاعبين السابقين في Bodyline إلى الصحف ، سواء مع أو ضد تكتيكات Bodyline. 
خلال مسرحية يوم الاثنين ، كسرت كرة قصيرة من لاروود جمجمة بيرت أولدفيلد، على الرغم من أن تكتيكات Bodyline لم تكن مستخدمة في ذلك الوقت. اتصل مجلس التحكم الأسترالي بمديري MCC ووارنر و Palairet مطالبتهم بالترتيب للفريق لوقف استخدام Bodyline ، لكنهم ردوا أن الكابتن كان المسؤول الوحيد عن جانب اللعب في الجولة.  في يوم الأربعاء من المباراة ، أرسل المجلس الأسترالي برقية إلى MCC تفيد بأن «Bodyline Bowling قد اتخذ أبعادًا تهدد المصالح الفضلى للعبة ، مما يجعل حماية الجسم من قبل رجل المضرب هو الاعتبار الرئيسي. وهذا يسبب شعورًا شديدًا بالمرارة بين اللاعبين وكذلك الإصابة. في رأينا أنه غير رياضي. ما لم يتم إيقافه في الحال فمن المحتمل أن يزعج العلاقات الودية القائمة بين أستراليا وإنجلترا.»  بعد فوز إنجلترا في المباراة ، ذهب جاردين إلى غرفة الملابس الأسترالية لكن الباب أغلق في وجهه. في حديثه إلى فريقه ، عرض جاردين إنهاء استخدام التكتيكات إذا عارضها اللاعبون ، لكنهم صوتوا بالإجماع على الاستمرار. ذكر التقرير في Wisden Cricketers 'Almanack أنها ربما كانت أكثر المباريات غير السارة على الإطلاق.
هدد جاردن بسحب فريقه من الاختبارين الرابع والخامس ما لم يتراجع المجلس الأسترالي عن اتهامه بالسلوك غير الرياضي. ردت لجنة تحدي الألفية بغضب على الاتهامات بسلوك غير رياضي ، وقللت من شأن المزاعم الأسترالية حول خطر شركة Bodyline وهددت بإلغاء الجولة. أصبح المسلسل حادثة دبلوماسية كبيرة في هذه المرحلة ، ورأى كثير من الناس أن Bodyline تضر بالعلاقة الدولية التي يجب أن تظل قوية. كان رد فعل الجمهور في كل من إنجلترا وأستراليا بغضب تجاه الأمة الأخرى. الكسندر هور-روثفن، ومحافظ جنوب أستراليا ، الذي كان في إنجلترا في ذلك الوقت، أعرب عن قلقه ل JH توماس، والبريطاني وزير الدولة للشؤون دومينيون أن هذا من شأنه أن يسبب لها تأثير كبير على التجارة بين الدول. تمت تسوية المواجهة فقط عندما التقى رئيس الوزراء الأسترالي جوزيف ليونز بأعضاء المجلس الأسترالي وشرح لهم المصاعب الاقتصادية الشديدة التي يمكن أن تحدث في أستراليا إذا قاطع الشعب البريطاني التجارة الأسترالية. بالنظر إلى هذا الفهم ، سحب المجلس ادعاء السلوك غير الرياضي قبل يومين من الاختبار الرابع ، وبالتالي حفظ الجولة. ومع ذلك ، استمرت المراسلات لمدة عام تقريبًا. تم إسقاط فينجلتون بعد تسجيله لزوج في الاختبار الثالث ،  وفازت إنجلترا بالمباراتين الأخيرتين للفوز بالسلسلة 4-1. 

### استشهاد
- Douglas، Christopher (2002). Douglas Jardine: Spartan Cricketer. London: Methuen. ISBN:0-413-77216-0.
- Fingleton، Jack (1947). Cricket Crisis. London, Melbourne: Cassell.
- Fingleton، Jack (1981). Batting from Memory ...an autobiography. London, Sydney: Collins. ISBN:0-00-216359-4.
- Frith، David (2002). Bodyline Autopsy. The full story of the most sensational Test cricket series: Australia v England 1932–33. London: Aurum Press. ISBN:1-85410-896-4.
- Growden، Greg (2008). Jack Fingleton : the man who stood up to Bradman. Crows Nest, New South Wales: Allen & Unwin. ISBN:978-1-74175-548-0.
- Hamilton، Duncan (2009). Harold Larwood. London: Quercus. ISBN:978-1-84916-207-4.